# Туласи
Туласи (санскр. तुलसी, IAST: tulasī), или Базили́к тонкоцве́тный (лат. Ocimum tenuiflorum), или Базилик свяще́нный (лат. Ocimum sanctum), редко называется как Индийский базилик (лат. Ocimum indiana) — кустарник семейства Яснотковые (лат. Lamiaceae). Широко используется в кулинарии (встречается калька с англоязычного «тулси») и в лечебных целях, в особенности в аюрведической медицине. Почитается как священное растение в ряде традиций индуизма, в частности в вайшнавизме, где туласи поклоняются как воплощению Лакшми (в традициях кришнаизма — Радхи) принявшей форму растения. Листья туласи ежедневно используются в обрядовой практике. Из веток туласи вытачивают бусы (кантхимала), которые являются священным атрибутом вайшнавов, и чётки (джапа-мала). В переводе с санскрита слово «туласи» означает «несравненная».

## Биологическое описание
Туласи — многолетнее травянистое растение или кустарник родом из Индии; также выращивается как однолетнее растение. Листья зелёного или фиолетового цвета, короткочерешковые, продолговато-яйцевидные, редко-зубчатые, длиной до пяти сантиметров. Стебель, листья и чашечки покрыты волосками. Цветки двугубые, белые с фиолетовым оттенком, собраны в ложные мутовки.
В Индии существует два вида туласи — тёмный, называемый Шьяма-туласи, или Кришна-туласи и светлый Рама-туласи. Шьяма-туласи широко применяется в медицине и религиозном поклонении.
Родственный туласи базилик душистый (Ocimum basilicum) иногда неправильно называют священным базиликом, но их можно различить по аромату и вкусу. Листья туласи покрыты волосками, тогда как листья сладкого базилика совершенно гладкие; туласи не обладает сильным ароматом лакрицы или аниса, характерным для сладкого базилика, и имеет вкус, похожий на вкус гвоздики.

## В тайской кухне

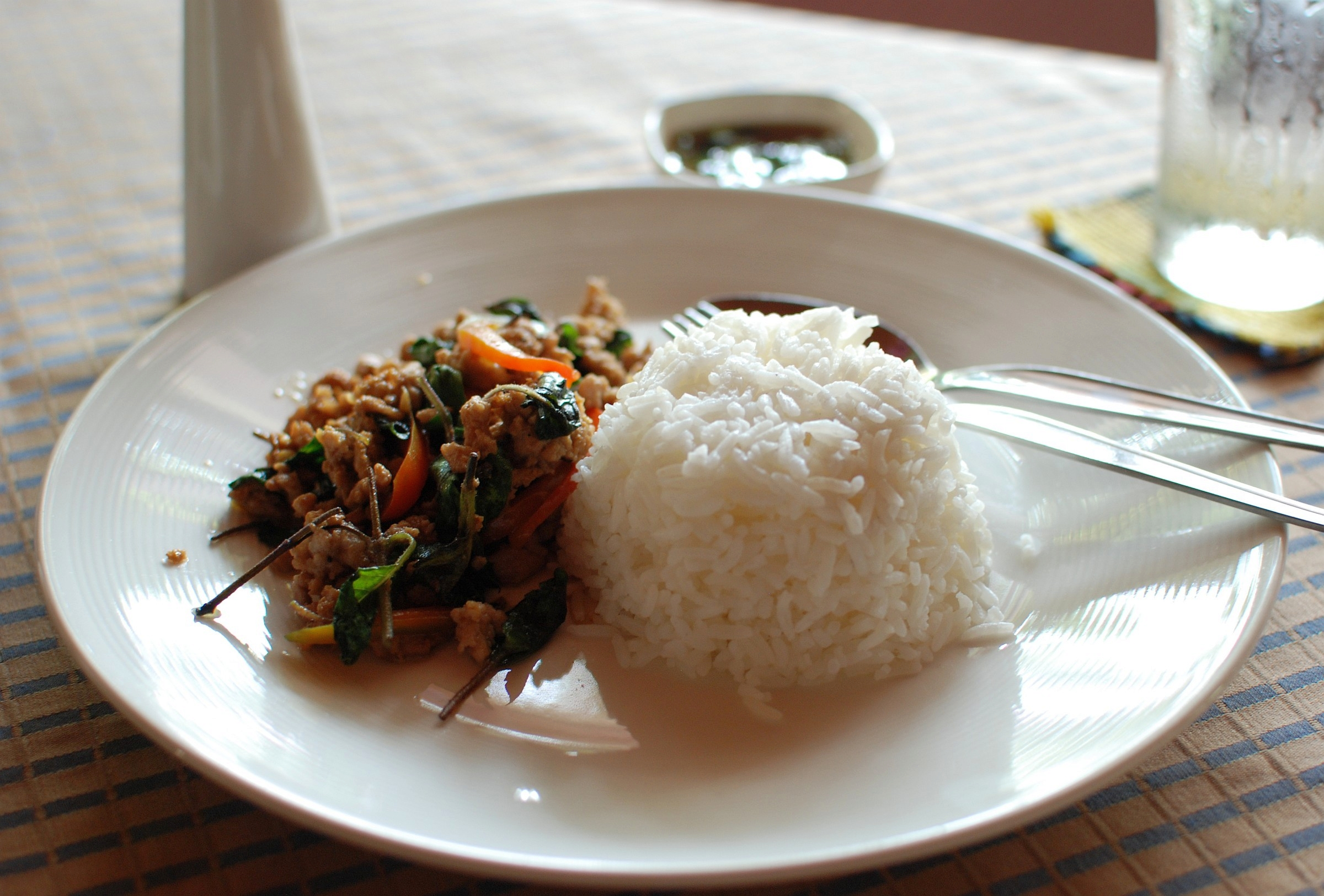
Phat kaphrao mu — жареный базилик со свининой

Базилик священный в Таиланде называется капра́о (тайск. กะเพรา) и широко используется в тайской кулинарии. Самое известное блюдо это пат капра́о (тайск. ผัดกะเพรา) — жареный базилик с мясом или морепродуктами, поданный с варёным рисом.
Также не стоит путать капхрао с тайским базиликом или лимонным базиликом.

## Туласи в Аюрведе

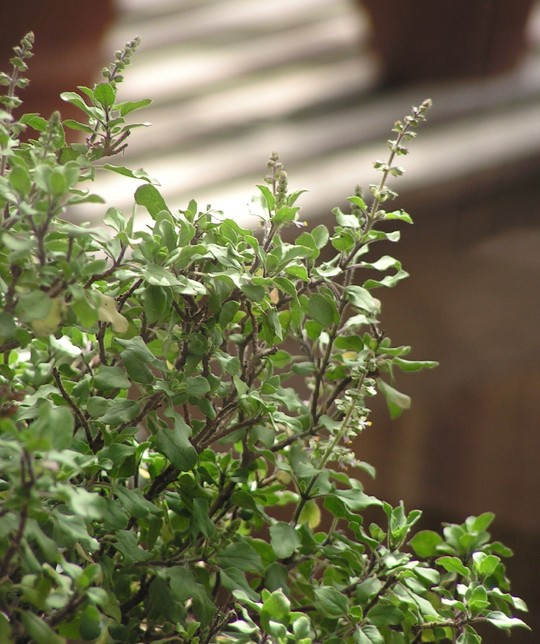
Туласи широко используется в Аюрведе

В аюрведической медицине туласи тысячелетиями использовалась как одно из основных лечебных растений, обладающих большой целебной силой. Туласи описывается Чаракой в основном тексте по Аюрведе под названием «Чарака-самхита», и также упоминается в «Риг-веде». Считается, что туласи обладает адаптогенными качествами, приводит в гармонию телесные функции и помогает преодолевать стресс. Туласи обладает сильным ароматом, вяжущим вкусом и считается «эликсиром», обладающим способностью увеличить продолжительность жизни.
Медицинские препараты, сделанные из туласи, используются для лечения простуды, головных болей, болезней желудка, воспалений, разного вида отравлений и малярии. В лечебных целях туласи употребляется по-разному: как травяной чай, как высушенный порошок, как свежие листья или вперемешку с гхи. Эфирное масло, получаемое из карпура-туласи, используется для медицинских целей и в косметике. В Индии также существует многовековая практика, в которой его перемешивают с высушенными листьями туласи для защиты зерна от вредоносных насекомых.
Исследования показывают, что туласи содержит в себе большое количество эвгенола (1-гидрокси-2-метокси-4-аллил-бензен) и поэтому обладает обезболивающими свойствами. Туласи также полезна для лечения диабета, так как обладает способностью понижать уровень глюкозы в крови. Исследования также показали, что туласи понижает уровень холестерина и благоприятно воздействует на уровень глюкозы в крови за счёт своих качеств антиоксиданта.
Туласи также защищает от лучевой болезни и катаракт. Многие последователи вайшнавизма, однако, не используют туласи в медицинских целях из почтения к её священному статусу. Несмотря на это, туласи широко применяется в медицинских целях по всей Индии. Многие индусы верят в то, что наряду с древним знанием Аюрведы, целебные свойства таких священных растений как туласи являются даром Бога и могут использоваться в медицине как знак благодарности и уважения.
На Шри-Ланке туласи известна как мадуру-тала и используется как репеллент от насекомых.

## Туласи в индуизме
В Пуранах и других священных писаниях индуизма говорится о важной роли туласи в религиозном поклонении. Туласи рассматривается как аватара Лакшми — супруги Вишну, или Радхи, вечной супруги Кришны. Деревца туласи и их листья играют очень важную роль в вайшнавизме. Священные писания рекомендуют вайшнавам ежедневно поливать туласи и собирать её листья для поклонения Вишну и Кришне. Первое подношение, которое предлагается мурти Вишну в индусских храмах во время утренней пуджи — это гирлянда из листьев туласи. Туласи занимает шестое место среди восьми объектов поклонения в обряде освящения калаша.
Согласно одной из историй, описанной в Пуранах, Туласи была одной из гопи, которая влюбилась в Кришну и была проклята другой возлюбленной Кришны — Радхой. Как результат этого проклятия, Туласи низошла в материальный мир из мира духовного, приняв форму растения. Туласи также упоминается в историях о Радхе в знаменитой поэме Джаядевы «Гитаговинда». В гаудия-вайшнавизме и некоторых других традициях кришнаизма, другим именем Туласи является Вриндадеви, которое означает «богиня Вриндавана». Известный вайшнавский гуру Бхактисиддханта Сарасвати говорил о Туласи, что «…это самая любимая преданная Кришны, и посему её цветы и листья также очень дороги Ему».
Каждый год, на одиннадцатый день прибывающей луны месяца картик по лунно-солнечному календарю, в индуизме проводится праздник Туласи-виваха, символизирующий свадьбу Туласи и Вишну. Празднество продолжается в течение пяти дней и завершается на полнолуние в середине октября. Этот праздник знаменует начало брачного сезона в Индии.

### История появления туласи и шалаграма-шилы

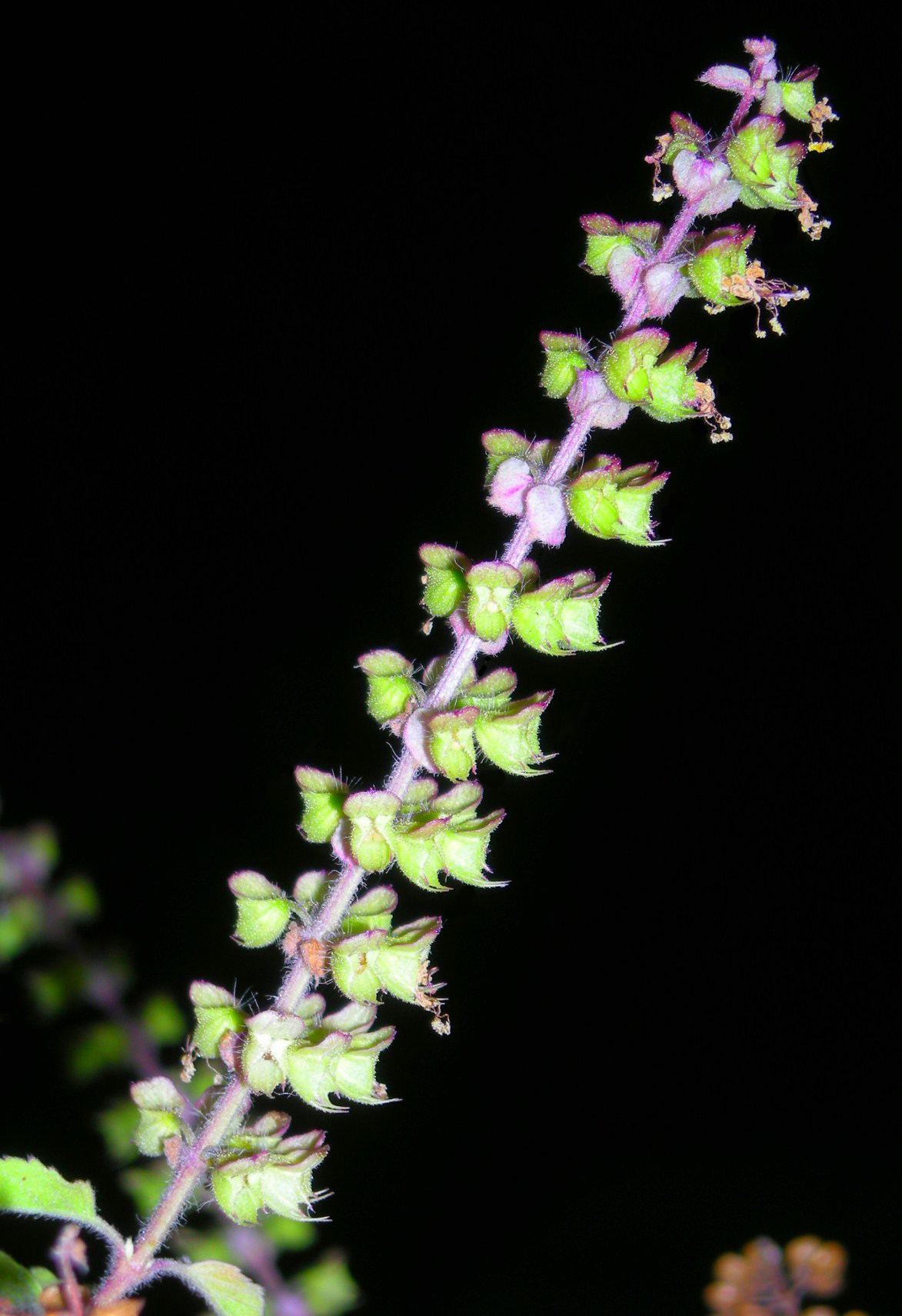
Цветы туласи

Согласно пуранической легенде, Туласи была одной из пастушек-гопи в вечной обители Кришны — локе Голоке. Она была близкой подругой Радхи — вечной возлюбленной Кришны и самой главной из гопи. Однажды Радха обнаружила, что Туласи без её разрешения играет с Кришной. Радха очень рассердилась и прокляла Туласи принять рождение на земле в человеческом теле. Однако, за всеми этими событиями стоял план Кришны, который заключался в том, чтобы принести благо обитателям материального мира, в том числе и людям на Земле. Услышав это проклятие, Туласи настолько испугалась, что приняла прибежище у Кришны. Кришна утешил её и попросил её не беспокоиться. Он пообещал ей, что если она примет человеческое тело и будет совершать аскезы, она вновь обретёт его. После этого Туласи родилась на земле как дочь царя Дхармараджи и его жены Мадхавати. Поскольку никто не мог сравниться с ней по красоте и качествам, она была названа «Туласи», что в переводе с санскрита означает «несравненная».
Туласи отправилась в лес, и подвергла себя суровым аскезам, которые удовлетворили творца этой вселенной Брахму, пожелавшему даровать ей любые благословения. Туласи рассказала Брахме, что она была гопи на Голоке, и что она была проклята Радхой родиться в человеческом теле. Она также сказала ему, что когда она приняла прибежище Кришны, он уверил её в том, что совершая аскезы она сможет получить его назад. Узнав историю Туласи, Брахма даровал ей благословение, согласно которому она должна была выйти замуж за Нараяну — Кришну в одной из его ипостасей.
Брахма рассказал Туласи о том, что Радха также прокляла одного из мальчиков-пастушков из Голоки по имени Судама, который принял рождение как демон Шанкхасура. Так как когда Туласи была на Голоке, Судама нравился ей, Брахма предложил ей выйти за него замуж. Брахма пообещал ей, что позже она должна получить благословение Нараяны и достичь освобождения. Брахма предсказал, что она станет величайшим из всех растений и самой дорогой преданной Нараяны, и что благодаря своей чистоте она освободит весь мир. Брахма также сказал, что ни одно поклонение без неё не будет считаться законченным. Затем Брахма дал Туласи особую «Радха-мантру», состоящую из 16 слогов и благословил её в том, что она станет так же удачлива, как сама Радха. Следуя указанию Брахмы, Туласи вышла замуж за демона Шанкхасуру.
Шанкхасура обладал непревзойдённой силой, с помощью которой он завоевал райские планеты и сверг девов с небес. Обрёл он эту силу благодаря полученному благословению, которое заключалось в том, что пока его жена Туласи будет беззаветно верна ему, никто не сможет убить его. Обеспокоенные девы пришли на аудиенцию к Брахме и спросили у него совета о том, как они могут одолеть Шанкхасуру. Не зная как помочь им, Брахма отправился за помощью к Шиве, и Шива в свою очередь пошёл к Вишну на Вайкунтху. Вишну успокоил Шиву и пообещал исполнить желание Туласи получить его себе в мужья и сделать так, что Шанкхасура потеряет основанную на её верности мистическую силу. Вишну объявил, что для этого он примет обличье Шанкхасуры и когда Туласи, сама того не ведая, станет неверной своему мужу, девы получат возможность убить могущественного демона.
Следуя своему обещанию, Нараяна принял форму Шанкхасуры и таким образом выполнил желание Туласи. Когда девы смогли убить демона Шанкхасуру, Туласи осознала, что кто-то другой, должно быть, пришёл к ней в облике её мужа и вступил с ней в связь. Осознав, что это, вероятно, был сам Нараяна, она прокляла его стать камнем. Однако, Нараяна в ответ благословил её, сказав, что Туласи, оставив своё нынешнее тело, станет ему такой же дорогой, как Лакшми. Тело Туласи превратится в реку Гандаки, а волосы — в кустарник туласи. Именно поэтому считается, что Нараяна обитает в реке Гандаки в форме камней, которые принимаются как его воплощения и называются «Шалаграма-шилами». Таким образом, Нараяна вечно связан с Туласи как в её форме реки Гандхаки, так и в её облике священного растения туласи. Демон Шанкхасура (который был на самом деле мальчиком-пастушком Судамой) стал раковиной Шанкхой, — одним из основных атрибутов Нараяны, всегда находящимся у него в руке. Считается, что без туласи поклонение Нараяне не может быть полным.

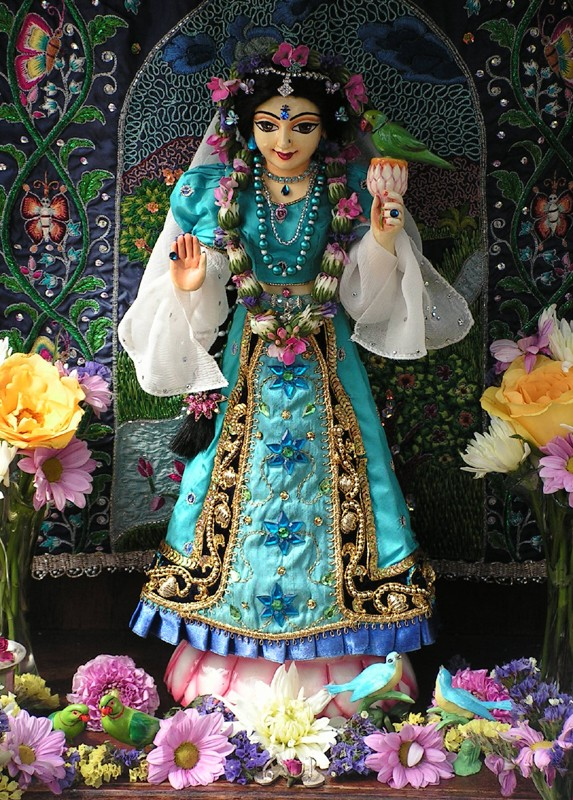
Мурти Туласи

### Поклонение Туласи
Присутствие растения туласи в доме рассматривается как признак религиозности и набожности индуистской семьи. В таких направлениях индуизма как вайшнавизм, культивация и поклонение туласи является важным аспектом духовной жизни. Во многих индусских семьях туласи выращивают в специально построенной для этого структуре, в окружении мурти различных форм Бога и святых, установленных на четырёх сторонах, и нишей для маленькой глиняной лампы. В некоторых домах можно встретить десятки растений туласи на веранде или в саду, формирующих миниатюрную рощу из базилика — «туласи-ван» или «туласи-вриндаван». В вайшнавизме туласи поклоняются также и в форме мурти — она изображается как девушка-гопи. Туласи-манас мандир в Варанаси является одним из самых знаменитых храмов туласи, в котором ей поклоняются наряду с различными девами индуистского пантеона.
Согласно «Гандхарва-тантре», идеальными местами для медитации и поклонения являются заросли туласи. Вайшнавы (последователи Вишну или Кришны) особо почитают листья туласи, которые являются неотъемлемой частью подношений найведья — их кладут на пищу, приготовленную для Бога, а также к стопам мурти Вишну или Кришны. Говорится, что Кришна, или Вишну, не принимают предложенную им пищу, если в неё не был добавлен листочек туласи (в том случае, если есть возможность достать листья туласи). Поклонение туласи в вайшнавизме — это настолько могущественный процесс, что просто поливая её или обходя вокруг неё, человек избавляется от самых тяжких грехов. Согласно правилам поклонения туласи, каждый день растению следует предлагать арати, а листья должны собираться только утром, для предложения.
После того, как растение туласи умирает, толстая часть ствола используется для изготовления вайшнавских чёток (джапа-малы) и бус, которые последователи вайшнавизма носят на шее. Изготовление бус и чёток из туласи является одной из главных форм кустарного производства в местах паломничества в Индии.

#### Туласи-пуджа

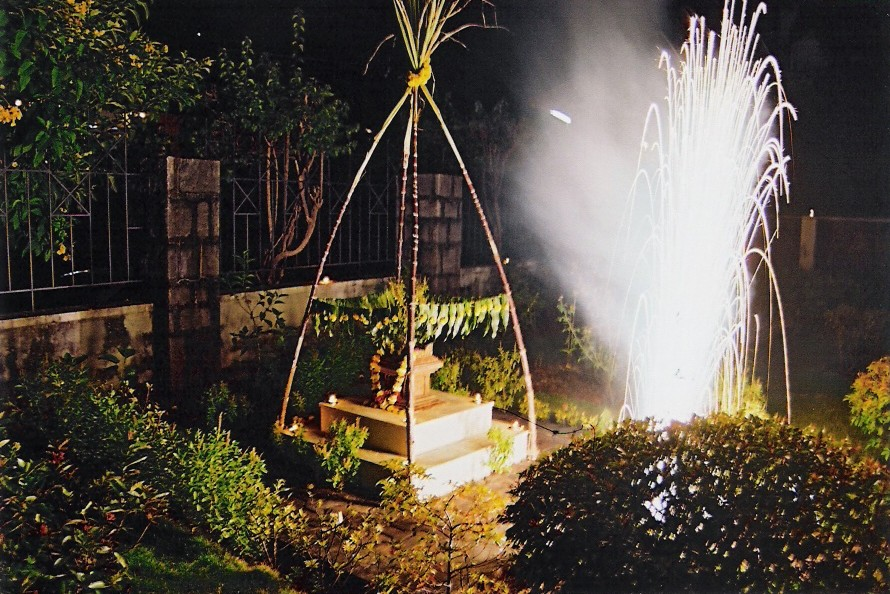
Разукрашенная для проведения пуджи Туласи с фейерверком

Индусы часто выращивают туласи во дворе перед домом. В определённый день в году, называемый «Картик-шукла-двадаши» (двенадцатый день прибывающей луны индуистского месяца картика, что через две недели после Дивали) существует традиция проводить Туласи-пуджу, во время которой растения туласи красиво разукрашиваются и помещаются в специально сооружённую структуру, сделанную из сахарного тростника, манговых листьев и цветов.
Также как и во время празднования Дивали, вокруг туласи и по всему дому зажигаются глиняные лампы, а иногда устраиваются и фейерверки. В Северной Индии, а также в кришнаитских общинах в других регионах, эта церемония называется Туласи-виваха — день свадьбы туласи с Кришной в Его форме как шила. Другой праздник, посвящённый туласи, называется Туласи-экадаши и проводится в день экадаши.

## Туласи в шри-вайшнавизме
В шри-вайшнавизме Туласи воспринимают как саму Лакшми в образе прекрасной девушки, и одновременно дерева туласи. Туласи находится у рек, где в водах находится Вишну в форме шалаграма. Своими ветвями она постоянно наклонена в сторону Вишну, чтобы служить ему в материальном мире. Вишну спустился на землю, чтобы помочь людям прийти к нему, и Лакшми пришла к нему в форме этого деревца. Вишну настолько любит людей, что нисходит к ним в образе камня шалаграм, и возлюбленная Вишнуприя всегда с ним в образе Туласи.

### Цитаты
Цитаты из священных писаний индуизма, в которых говорится о значении туласи:
Из «Брихад-нарадия-пураны»:
Подобно тому, как повторение имени Ганги приводит к освобождению от всех самых страшных грехов — тот, кто с преданностью повторяет имя Туласи и имена Господа Хари — получает тот же самый результат.
Из «Сканда-пураны»:
Простое прикосновение к туласи очищает тело. Просто молясь ей можно излечиться от всех болезней. Поливая туласи можно освободиться от страха даже перед самой олицетворённой смертью — Ямараджей.
О том, как вайшнава должен украшать своё тело тилакой и бусами из туласи говорится в «Падма-пуране»:
Людей, которые носят бусы из туласи на шее, отмечают двенадцать мест на своём теле, как храмы Вишну, символами Вишну (четыре предмета, которые Вишну держит в Своих четырех руках: раковина, палица, чакра и лотос) и имеют тилак Вишну на лбу, нужно считать преданными Вишну в этом мире. Их присутствие очищает мир, и где бы они ни жили, они превращают это место в духовный мир.

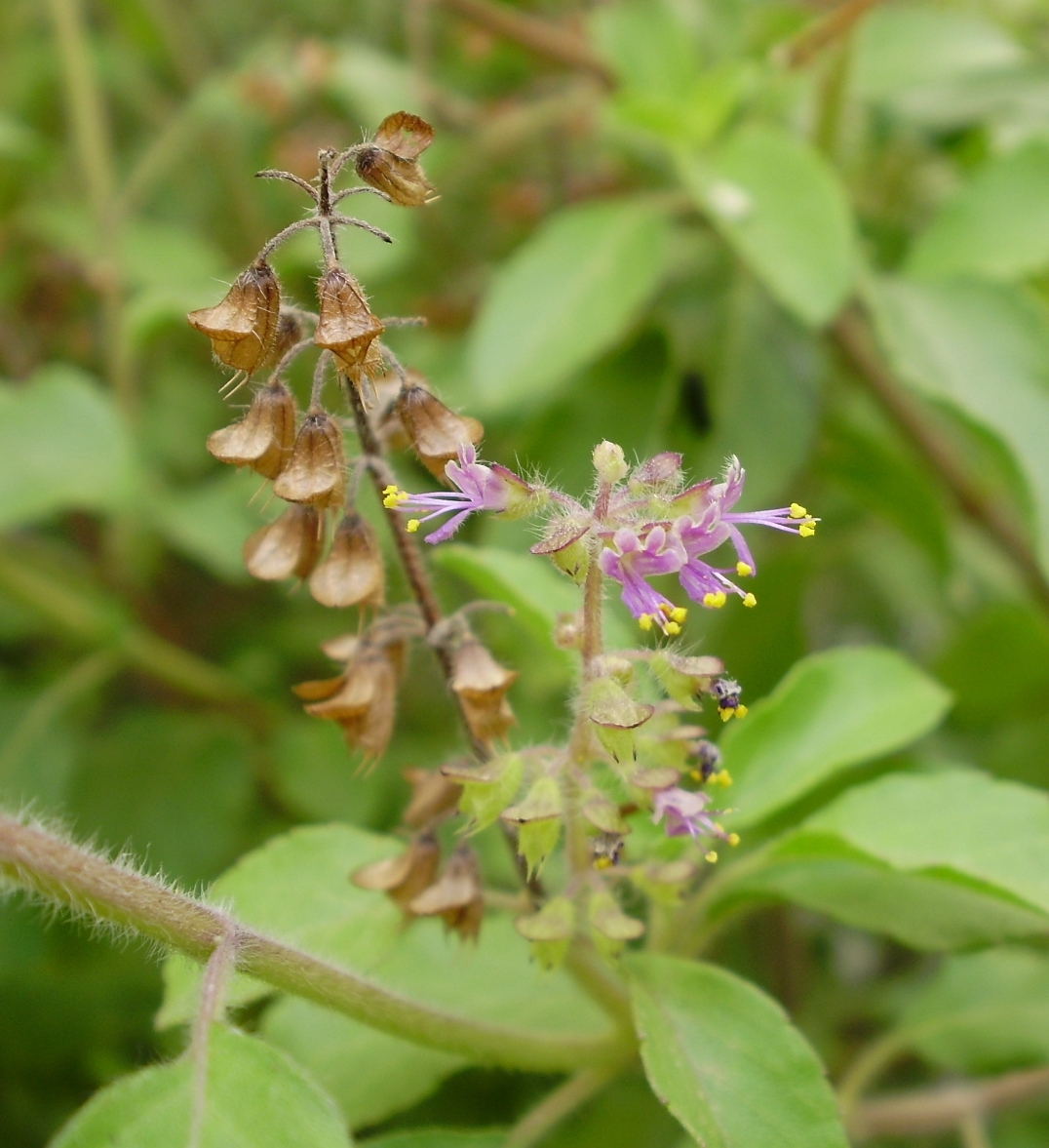
Цветы туласи (Салем, Тамил-Наду)
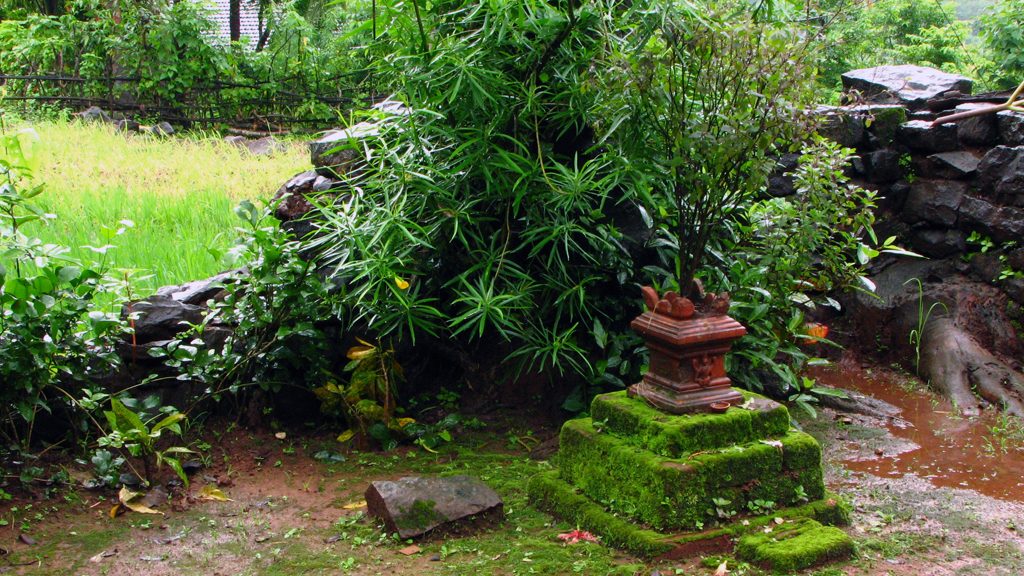
Туласи в Джайпуре
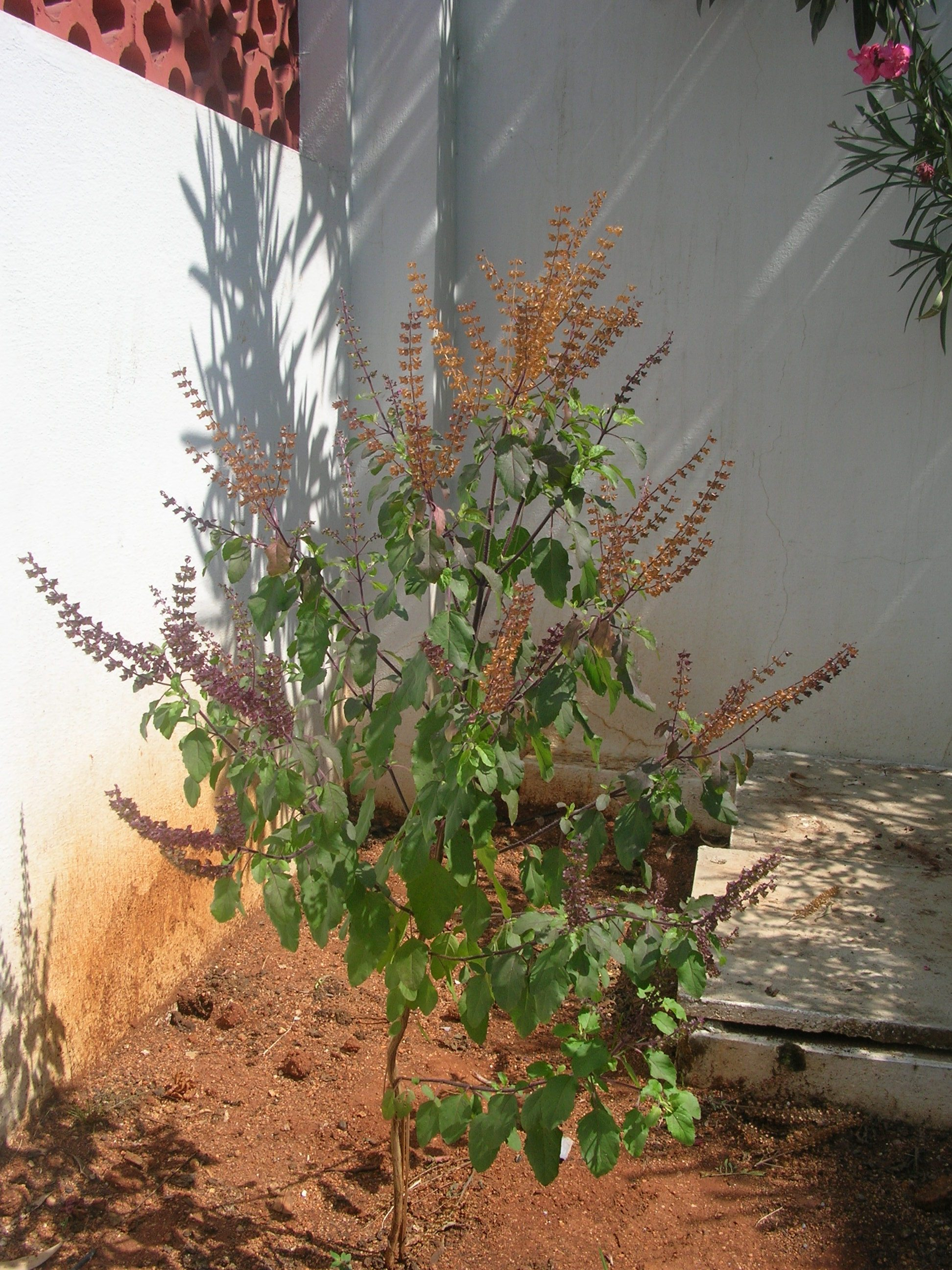
Цветущий туласи в Хайдарабаде, Индия
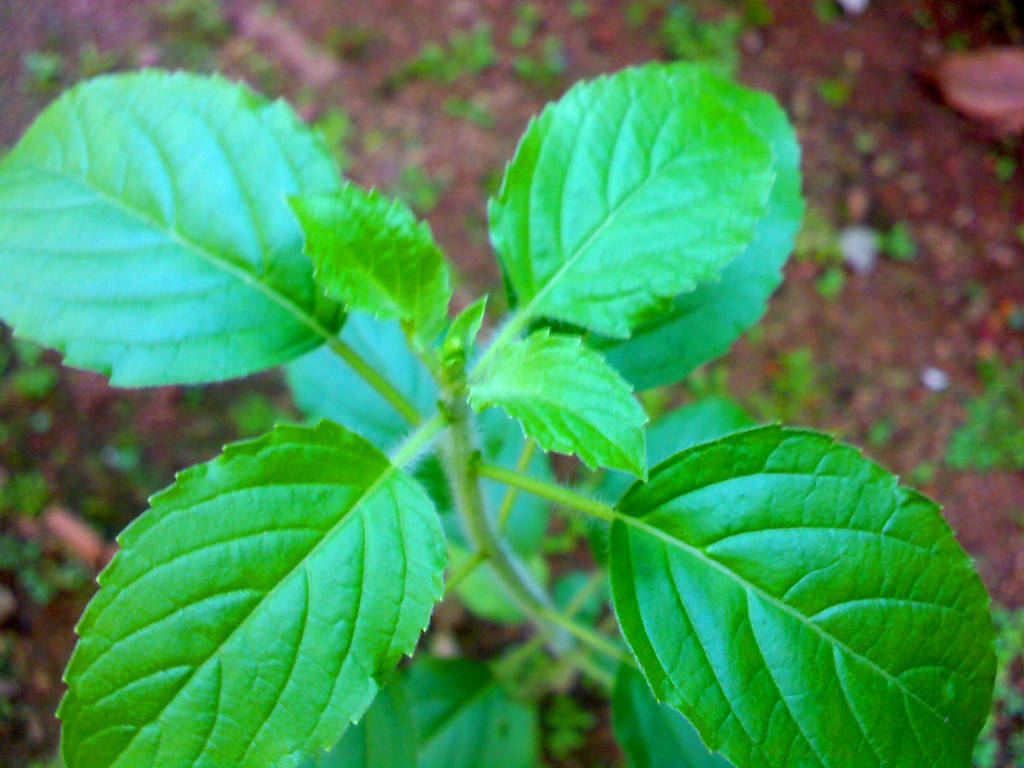
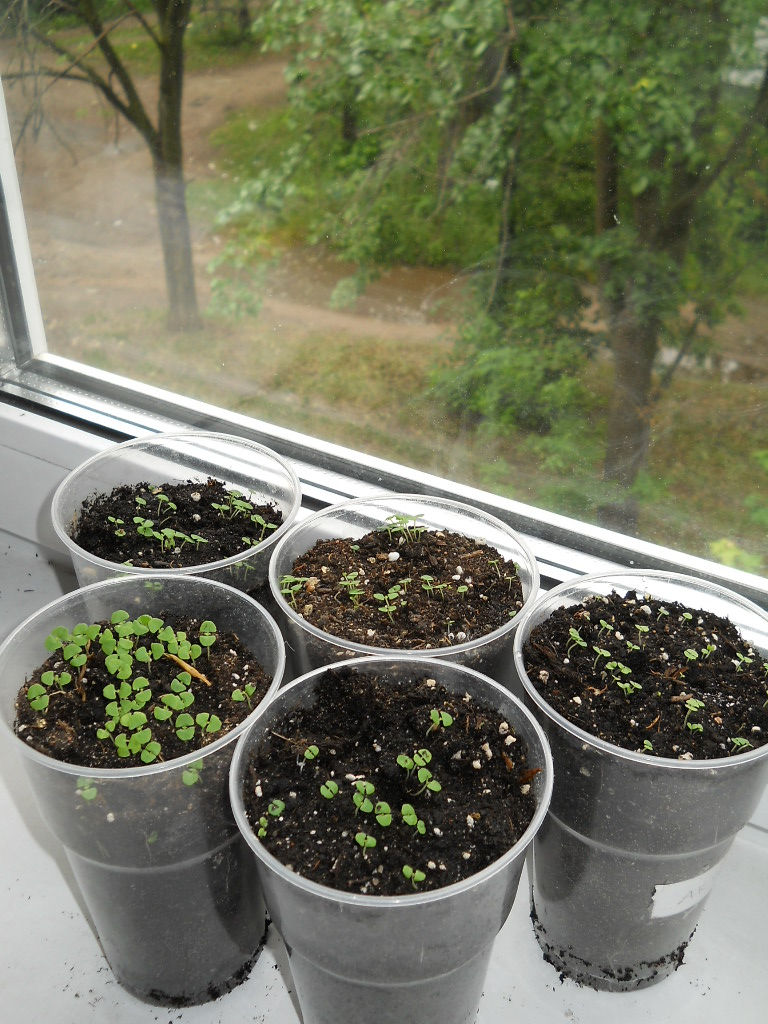
Молодые ростки Туласи в домашних условиях

## Таксономия
Вид Базилик тонкоцветный входит в род Базилик (Ocimum) трибы Базиликовые (Ocimeae) подсемейства Котовниковые (Nepetoideae) семейства Яснотковые (Lamiaceae) порядка Ясноткоцветные (Lamiales).
|  |                                      |  |                                                             |                                                             |                      |  | ещё 21 семейство (согласно Системе APG II) | ещё 21 семейство (согласно Системе APG II) |                           |  |  |  | ещё 3 трибы              | ещё 3 трибы |  |  |  |  | ещё около 70 видов | ещё около 70 видов |
|  |                                      |  |                                                             |                                                             |                      |  | ещё 21 семейство (согласно Системе APG II) | ещё 21 семейство (согласно Системе APG II) |                           |  |  |  | ещё 3 трибы              | ещё 3 трибы |  |  |  |  | ещё около 70 видов | ещё около 70 видов |
|  |                                      |  |                                                             | порядок Ясноткоцветные                                      |                      |  |                                            |                                            | подсемейство Котовниковые |  |  |  |                          | род Базилик |  |  |  |  |                    |                    |
|  |                                      |  |                                                             | порядок Ясноткоцветные                                      |                      |  |                                            |                                            | подсемейство Котовниковые |  |  |  |                          | род Базилик |  |  |  |  |                    |                    |
|  | отдел Цветковые, или Покрытосеменные |  |                                                             |                                                             | семейство Яснотковые |  |                                            |                                            | триба Базиликовые         |  |  |  | вид Базилик тонкоцветный |             |  |  |  |  |                    |                    |
|  | отдел Цветковые, или Покрытосеменные |  |                                                             |                                                             |                      |  |                                            |                                            |                           |  |  |  |                          |             |  |  |  |  |                    |                    |
|  |                                      |  | ещё 44 порядка цветковых растений (согласно Системе APG II) | ещё 44 порядка цветковых растений (согласно Системе APG II) |                      |  |                                            | ещё 8 подсемейств                          | ещё 8 подсемейств         |  |  |  | ещё 52 рода              | ещё 52 рода |  |  |  |  |                    |                    |
|  |                                      |  |                                                             | ещё 44 порядка цветковых растений (согласно Системе APG II) |                      |  |                                            |                                            | ещё 8 подсемейств         |  |  |  |                          | ещё 52 рода |  |  |  |  |                    |                    |